# Gustav Vigeland

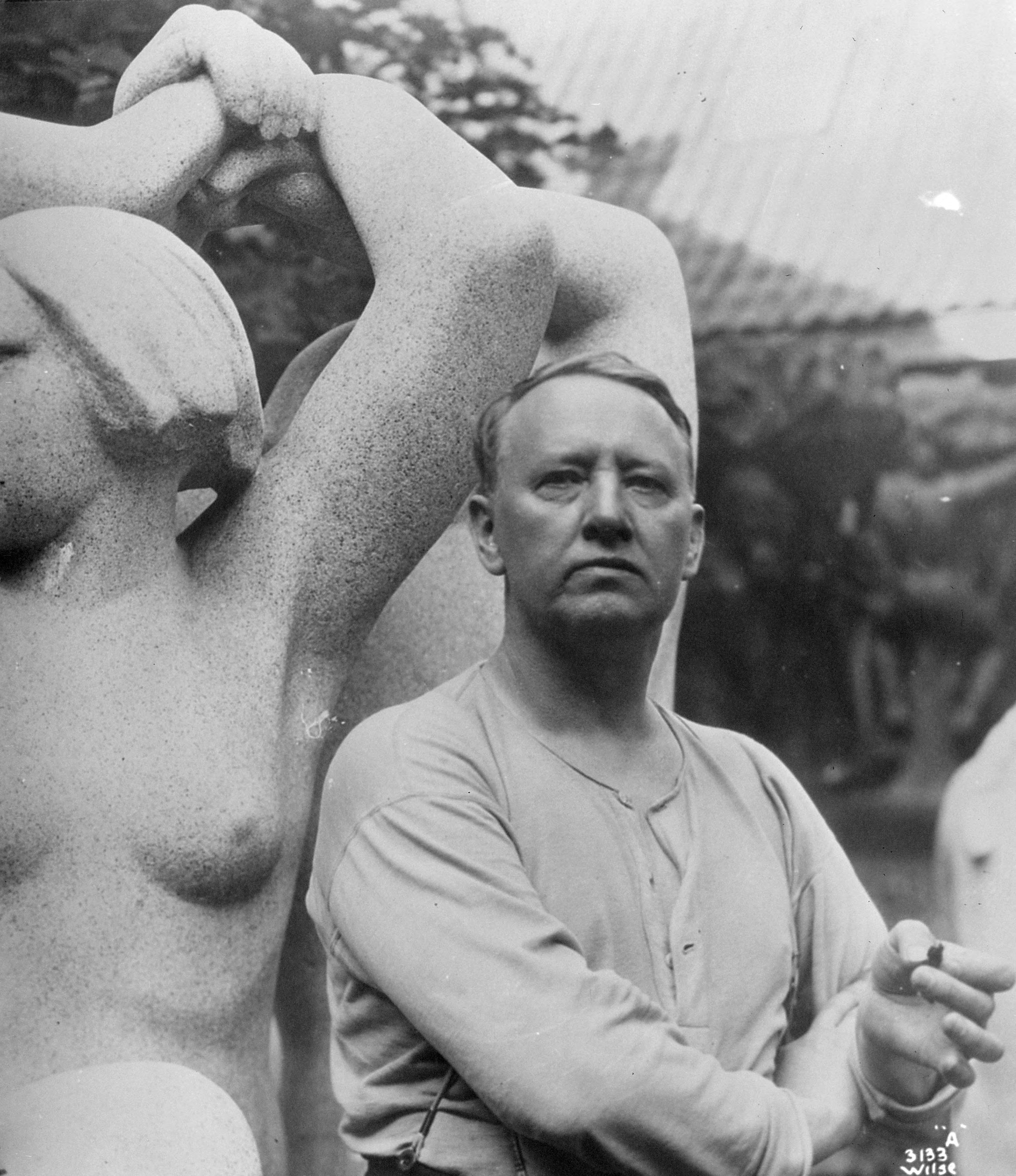
Gustav Vigeland, 1929

Gustav Vigeland (* 11. April 1869 in Halse, Mandal, Provinz Vest-Agder als Adolf Gustav Thorsen; † 12. März 1943 in Oslo) war der wohl bedeutendste Bildhauer Norwegens.

## Leben und Werk
Adolf Gustav Thorsen wurde in Halse bei Mandal als zweiter von vier Söhnen des Möbelschnitzers Elesæus Thorsen (1835–86) und Anne Aanensdatter (1835–1907) geboren. Sein jüngerer Bruder Emanuel (1875–1948) wurde ebenfalls erfolgreicher Bildhauer. 1889 nahm er den Nachnamen Vigeland an, der auf den Hof seines Großvaters mütterlicherseits zurückgeht.
Vigelands naturalistische Werke wurden von Auguste Rodin beeinflusst.
Als Jugendlicher machte er eine Lehre als Holzschnitzer. Eine weitere Ausbildung erhielt er vom Bildhauer Brynjulf Bergslien.
Der Magistrat von Oslo erhielt die Rechte an den Skulpturen des Künstlers und kam im Gegenzug für den Lebensunterhalt des Künstlers auf. In Oslo steht im Frognerpark mit dem Vigeland-Skulpturenpark eine monumentale Figurengruppe. Das Hauptmotiv des Parks ist der Lebenszyklus des Menschen. Die Anlage entstand in den Jahren zwischen 1924 und 1943. Sie umfasst 212 Figuren, unter anderem 58 Bronzefiguren auf einer Brücke, darunter der berühmte Sinnataggen („Der kleine Trotzkopf“), ein zornig mit dem Fuß aufstampfendes kleines Kind und eine aus 121 steinernen Figuren gebildete 17 m hohe Säule aus Granit, den sogenannten Monolitten.
Vigeland entwarf 1902 auch die Friedensnobelpreis-Medaille.
Im Süden des Frognerparks in der Nobelsgate 32 liegt das ehemalige Atelier des Bildhauers, in dem heute das Vigeland-Museum Skizzen und Skulpturen zeigt.

## Gustav Vigeland in Berlin
Eine Studienreise führte Gustav Vigeland 1895 nach Berlin. Während seines fast viermonatigen Aufenthaltes traf er in der Weinstube Zum schwarzen Ferkel auf eine Anzahl deutscher, polnischer und skandinavischer Künstler, unter ihnen Stanislaw Przybyszewski und Edvard Munch, mit denen er befreundet war. Von beiden fertigte er Porträtbüsten an, die nicht erhalten sind. Das einzige erhaltene Werk aus seiner Berliner Zeit ist die Figurengruppe „De nedbøyde“.
Von Berlin aus reiste Vigeland weiter nach Florenz.

## Auswahl

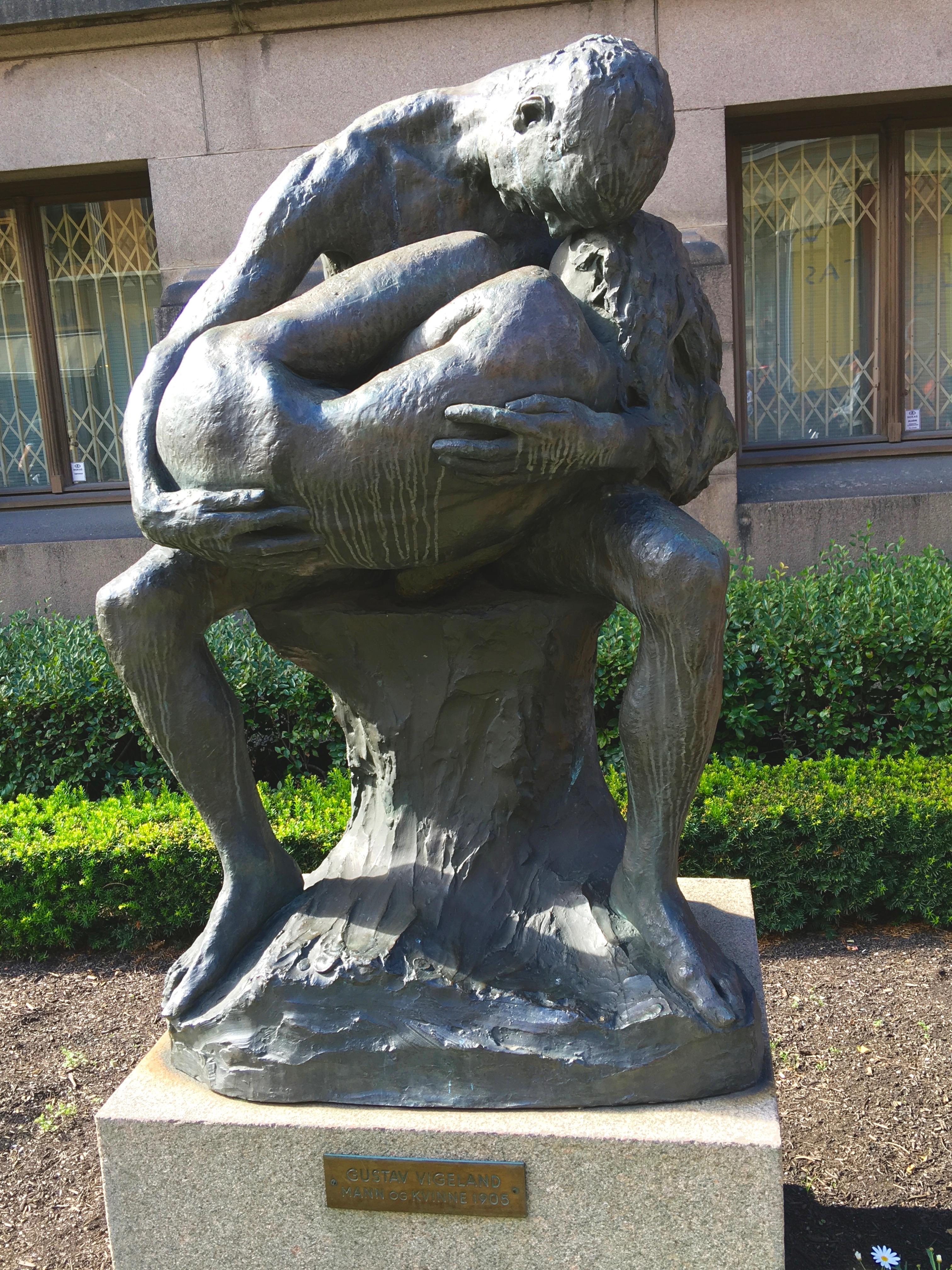
Mannen med kvinnen i favn, 1905
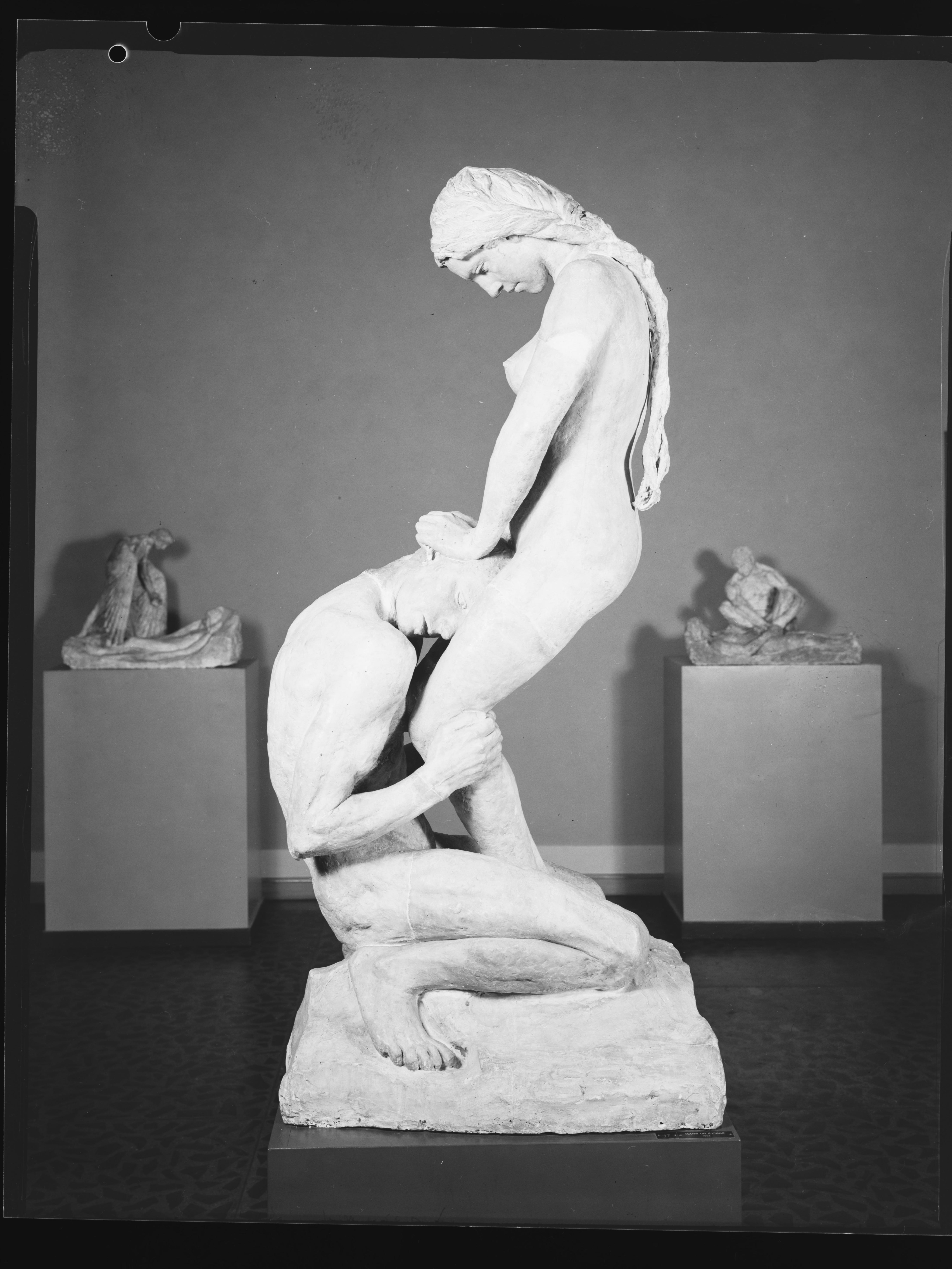
Eros og psyke (Eros und Psyche), 1908
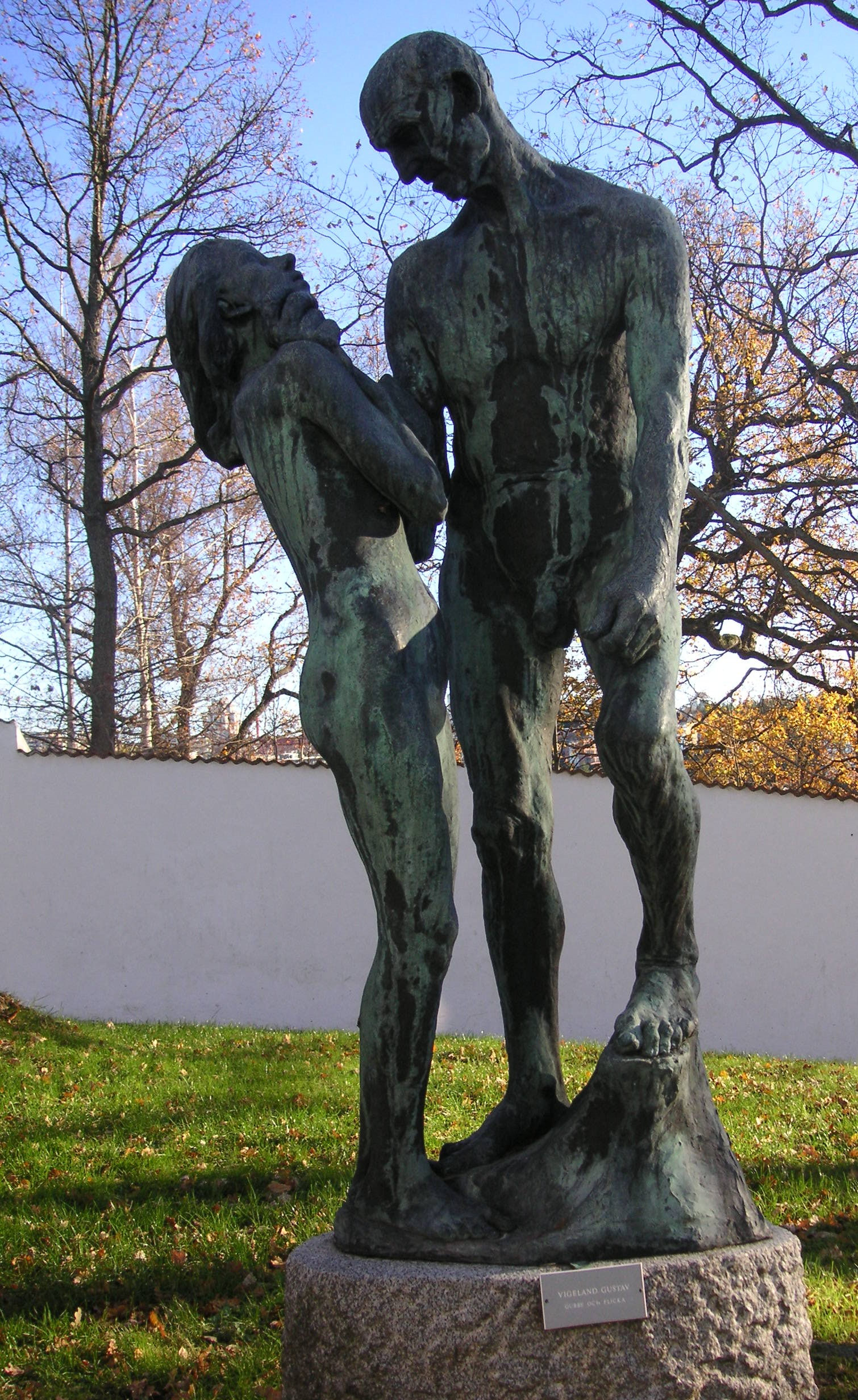
Gubbe och flicka
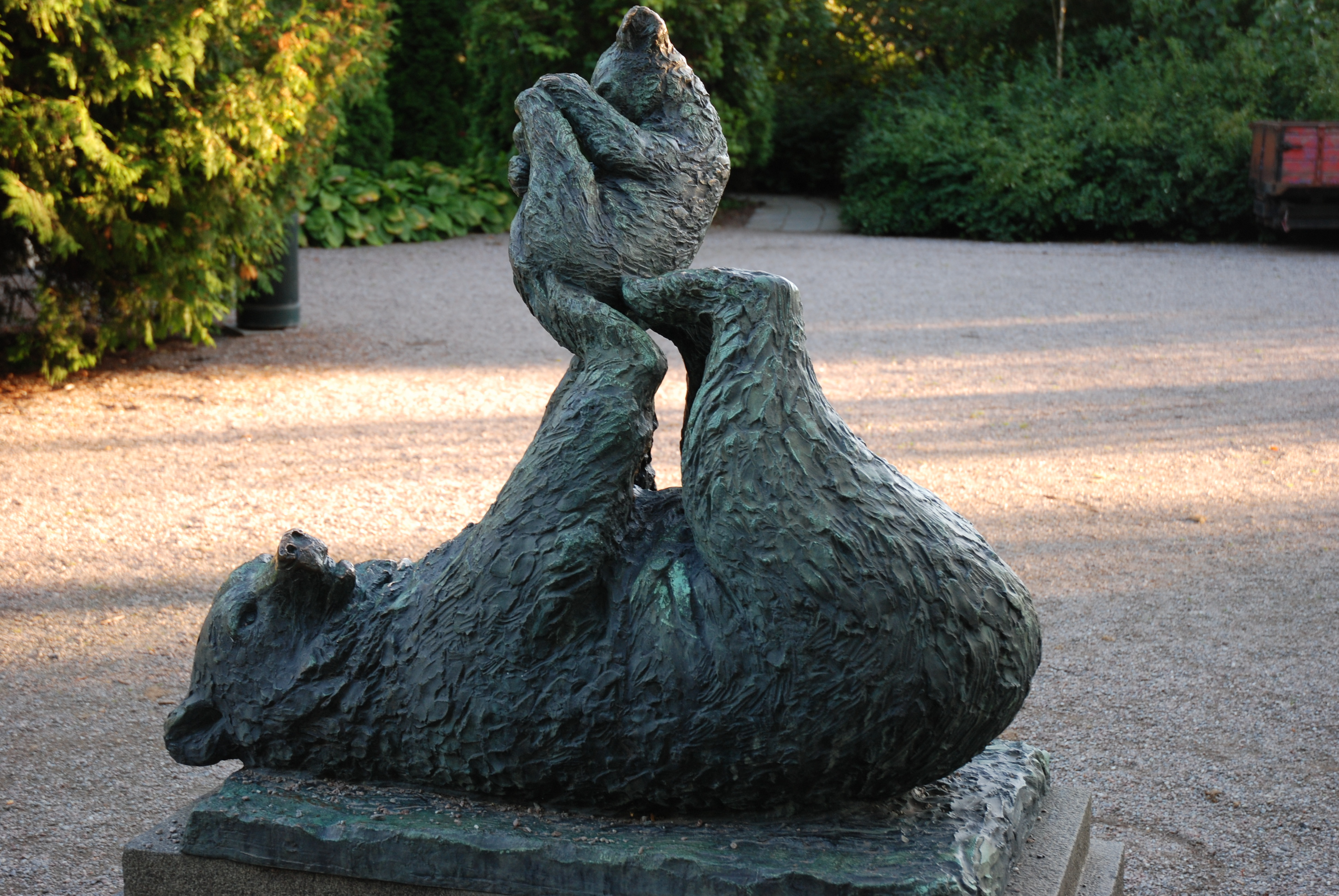
Lekande björnar
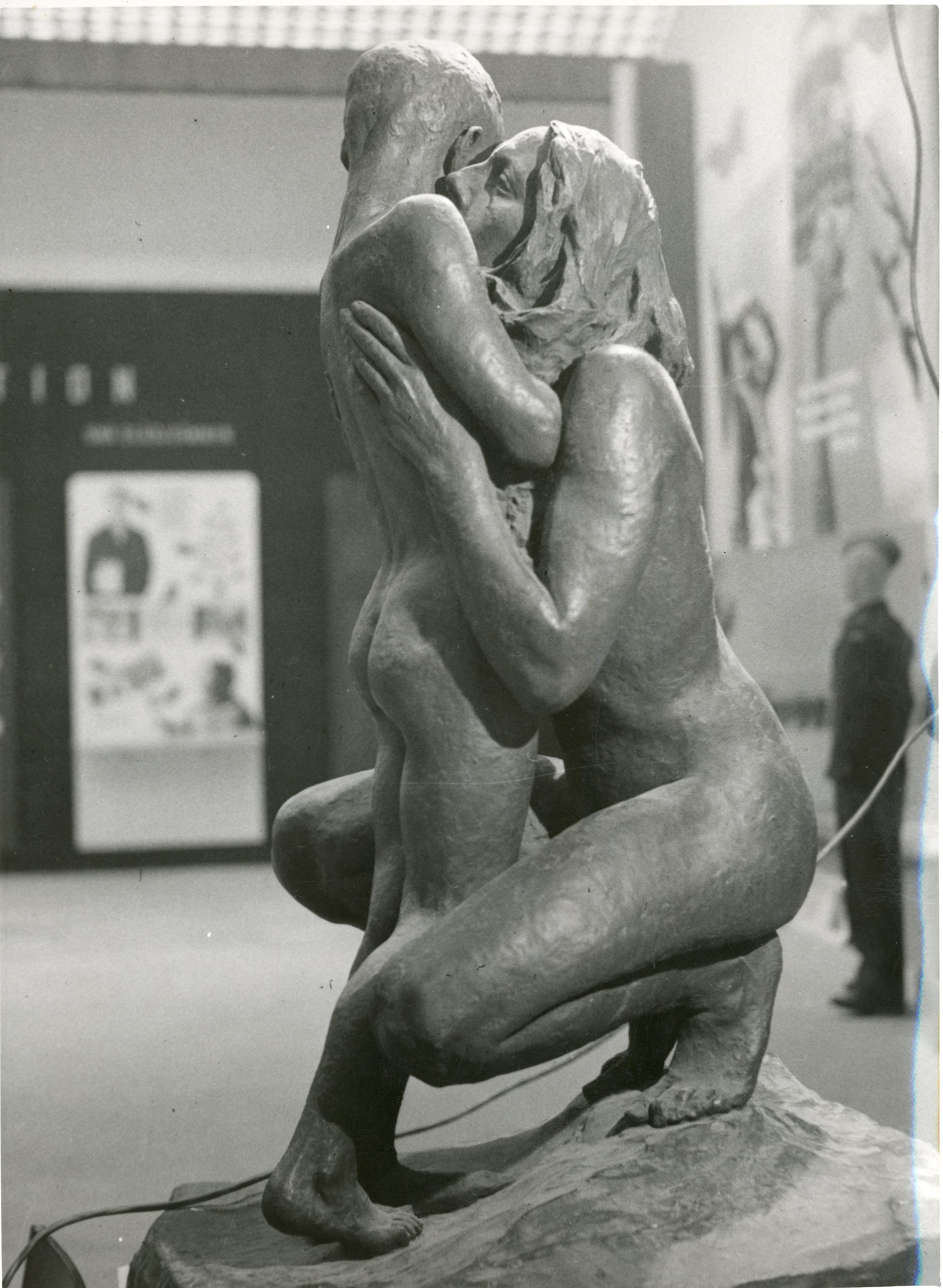
?
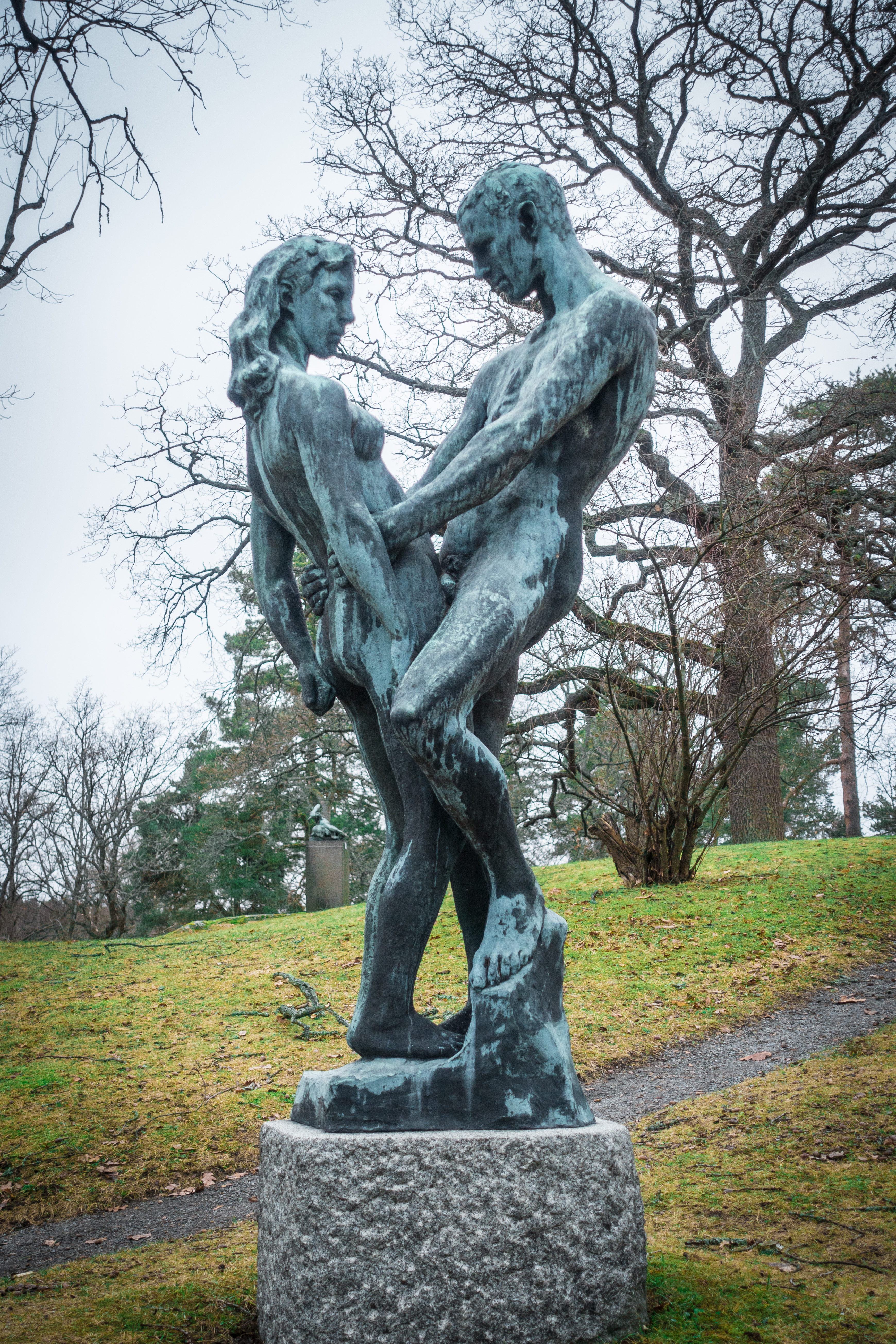
Man och kvinna
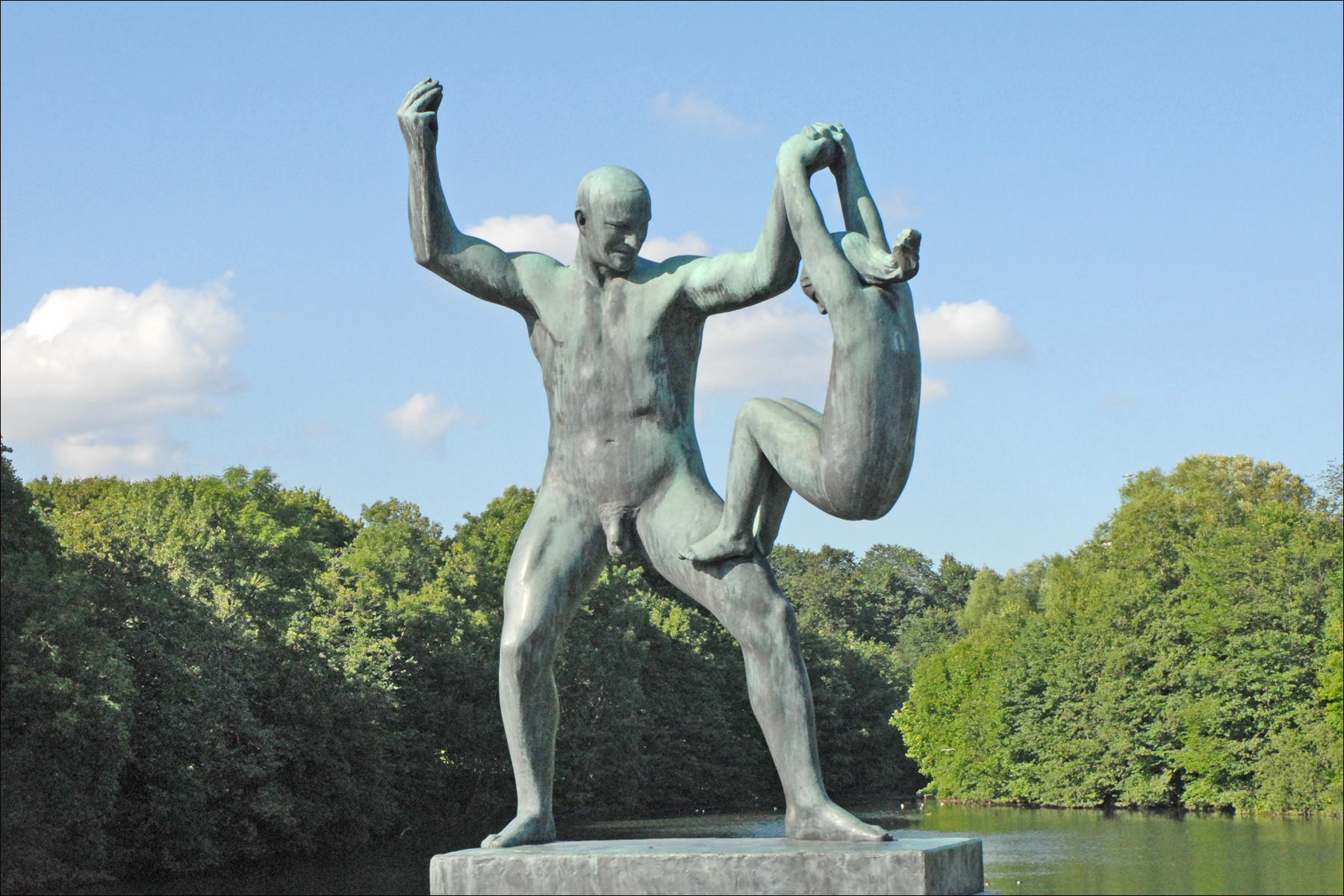
?
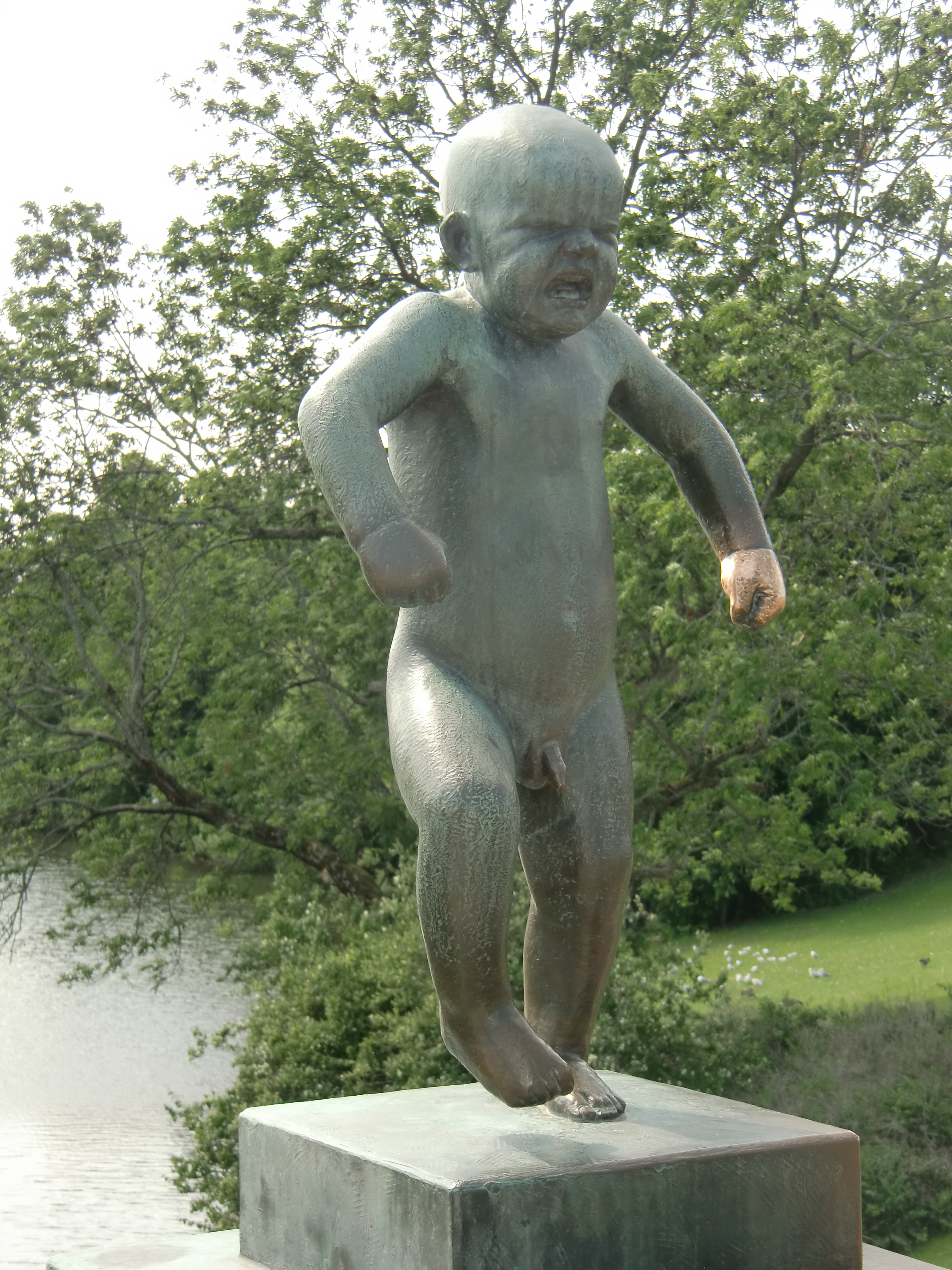
Sinnataggen
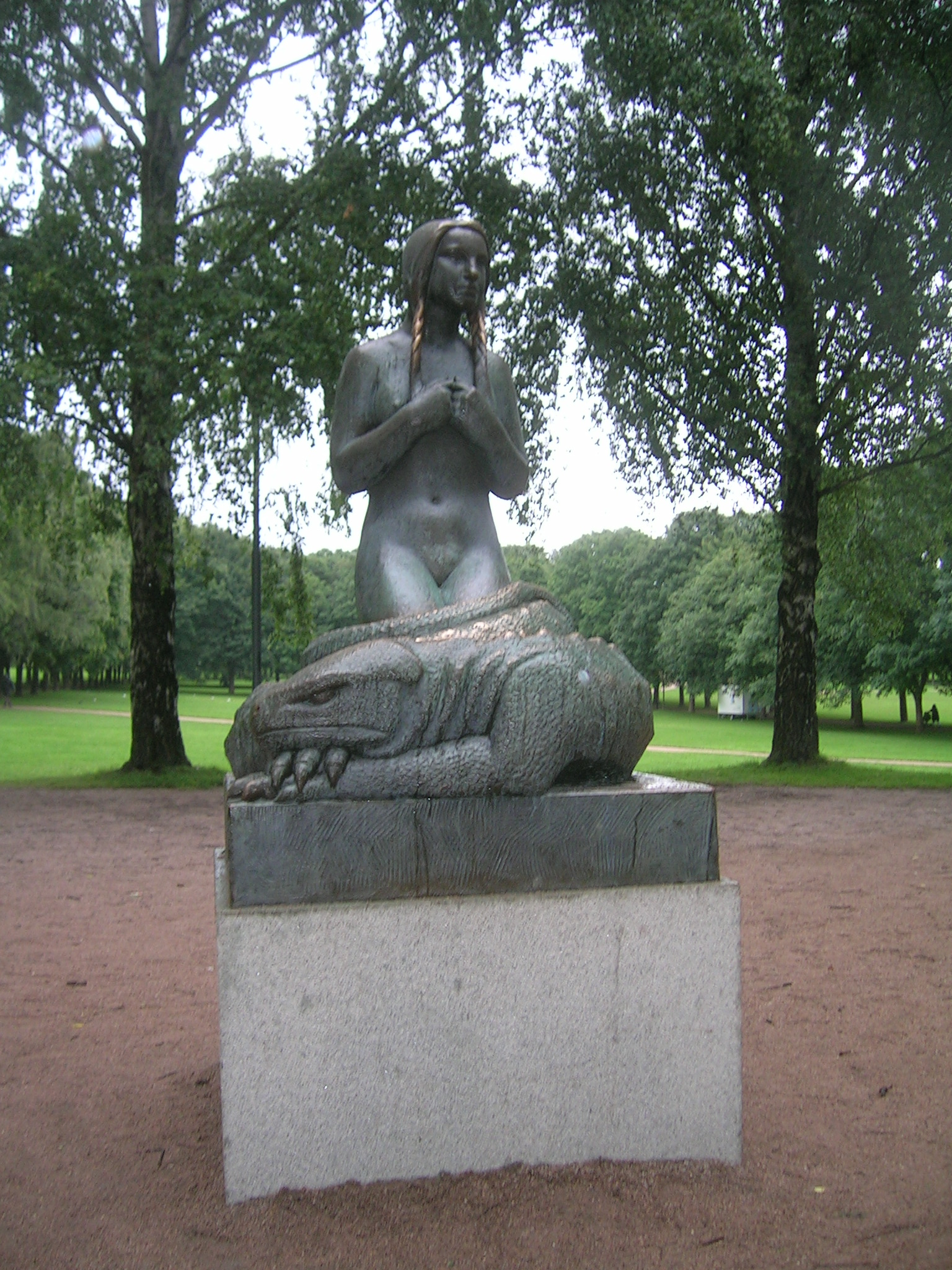
?
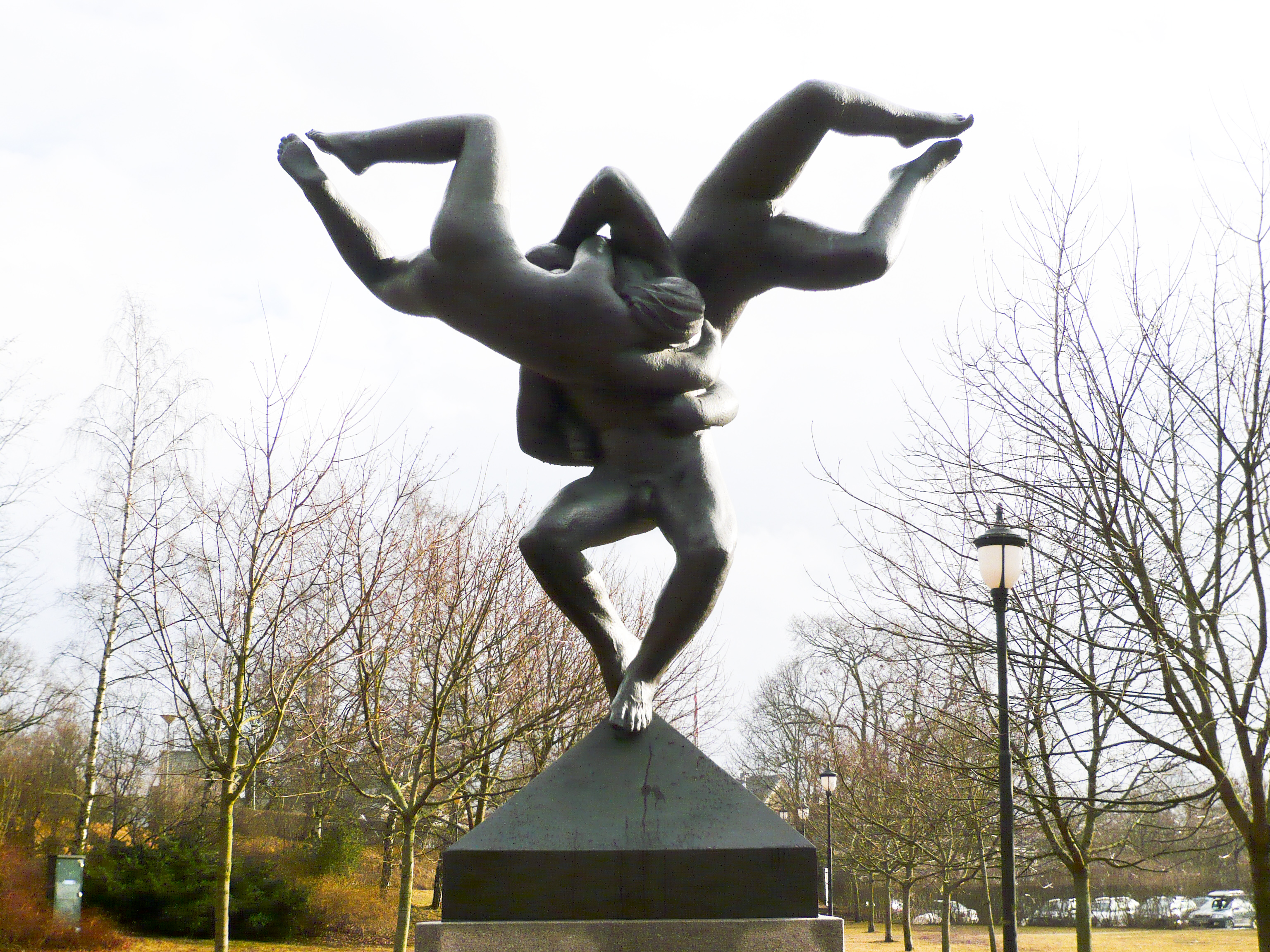
?
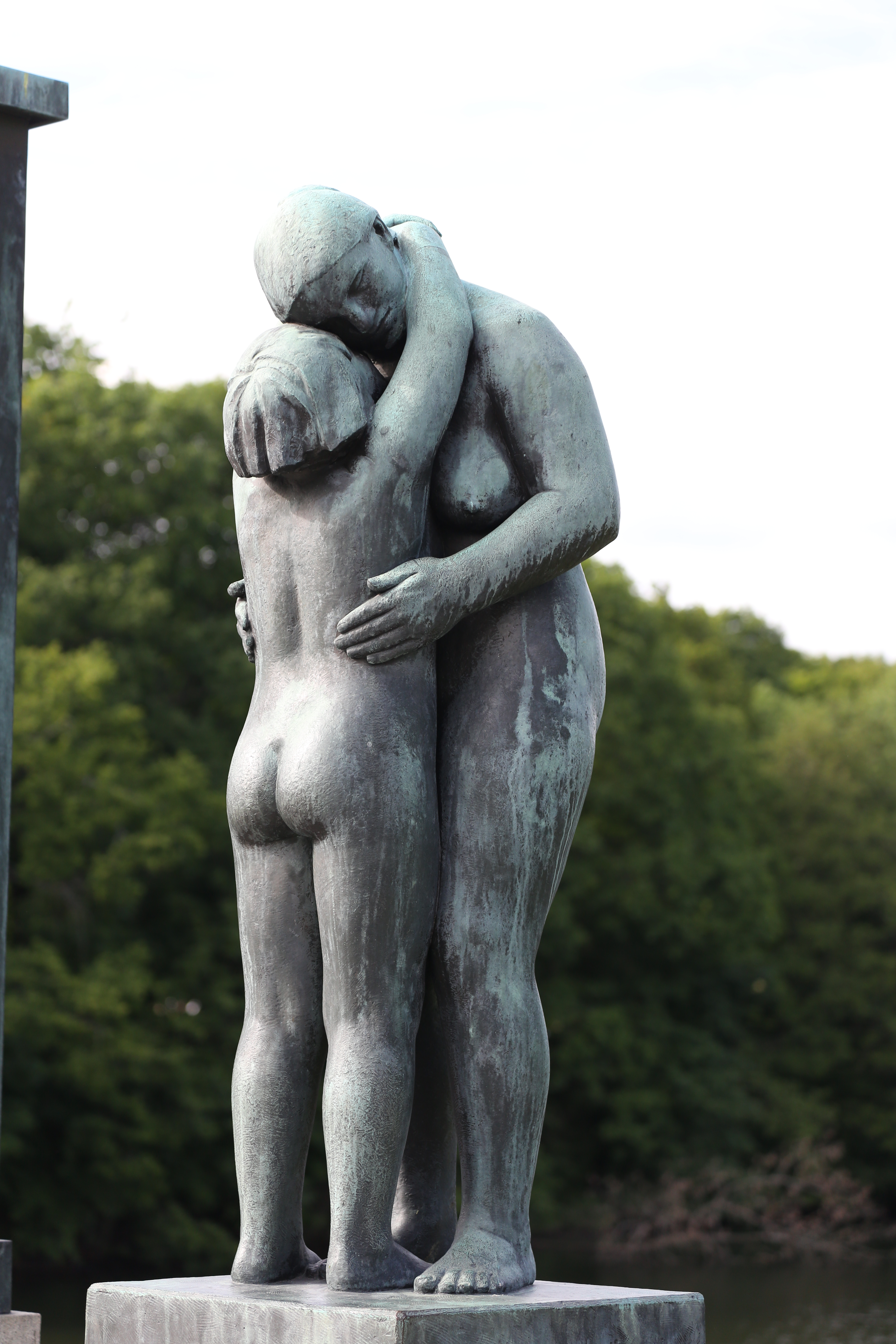
?
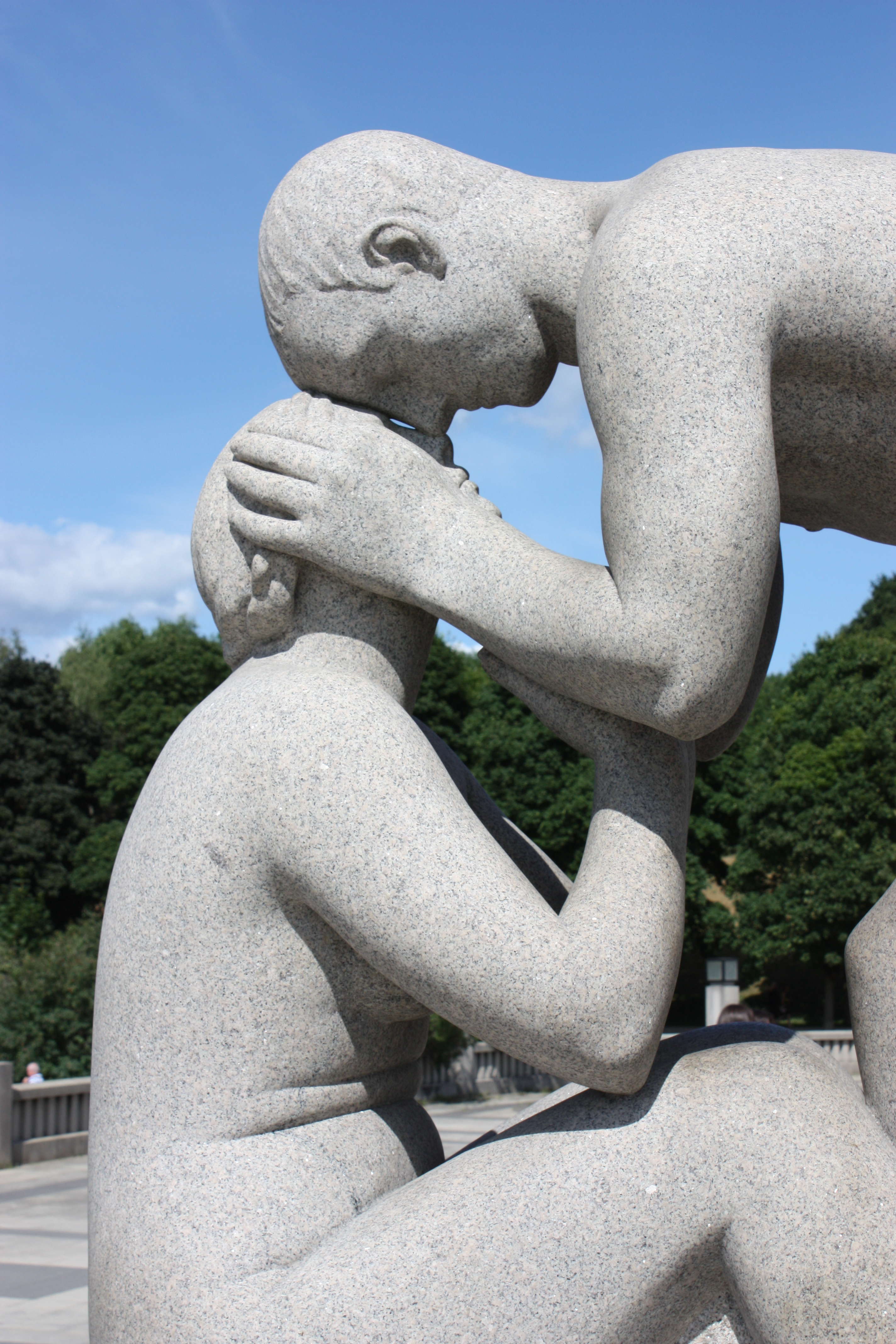
?
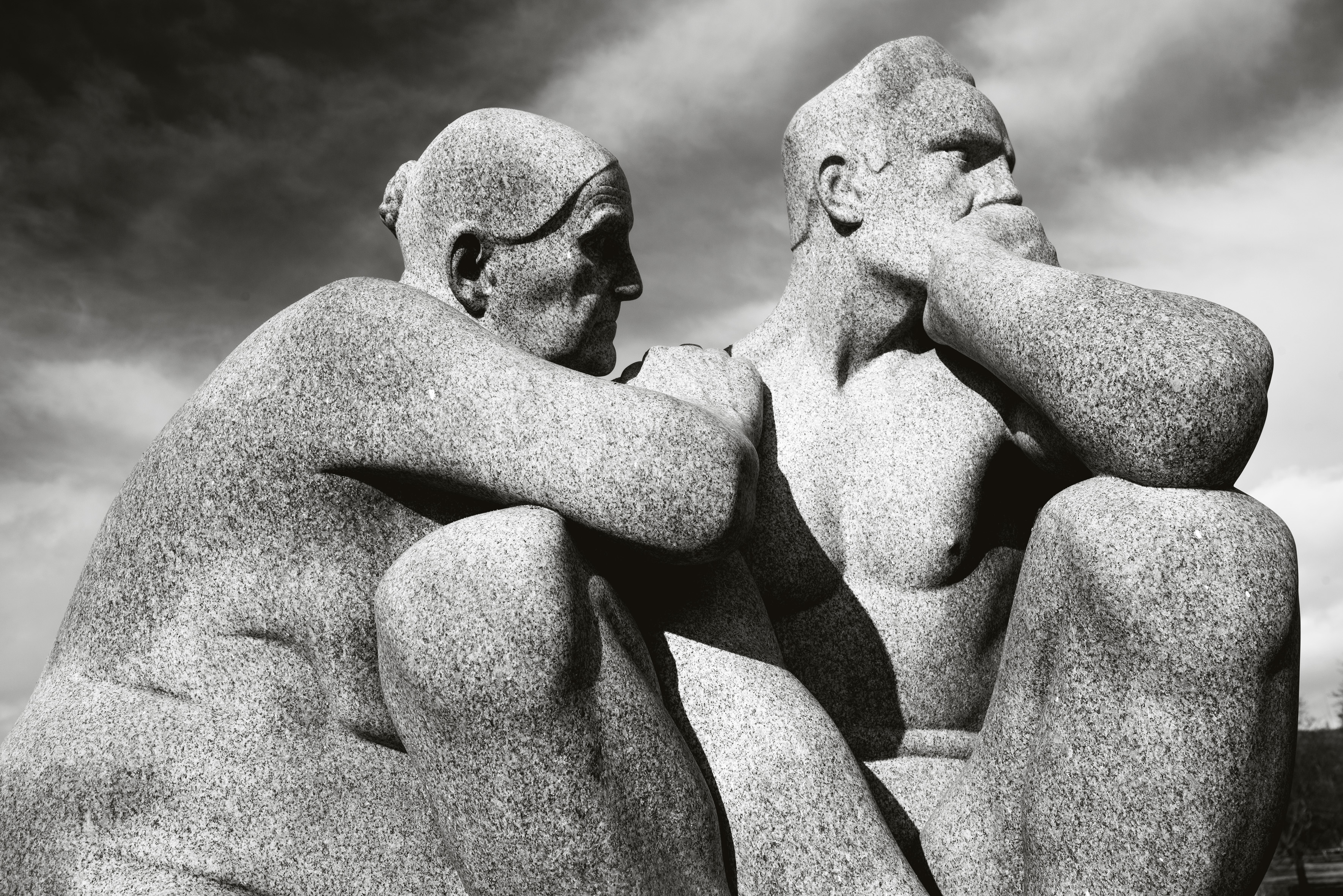
?
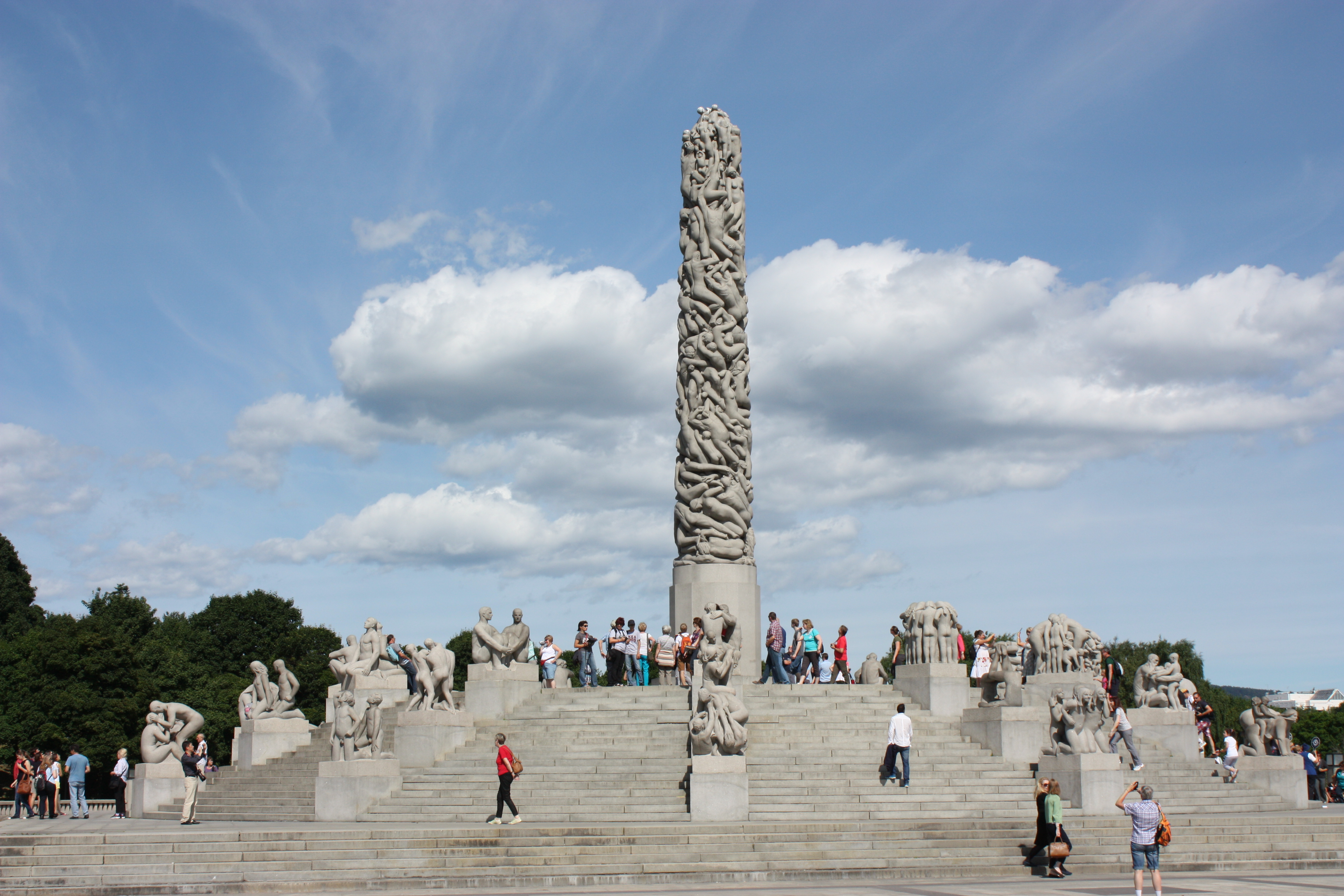
?
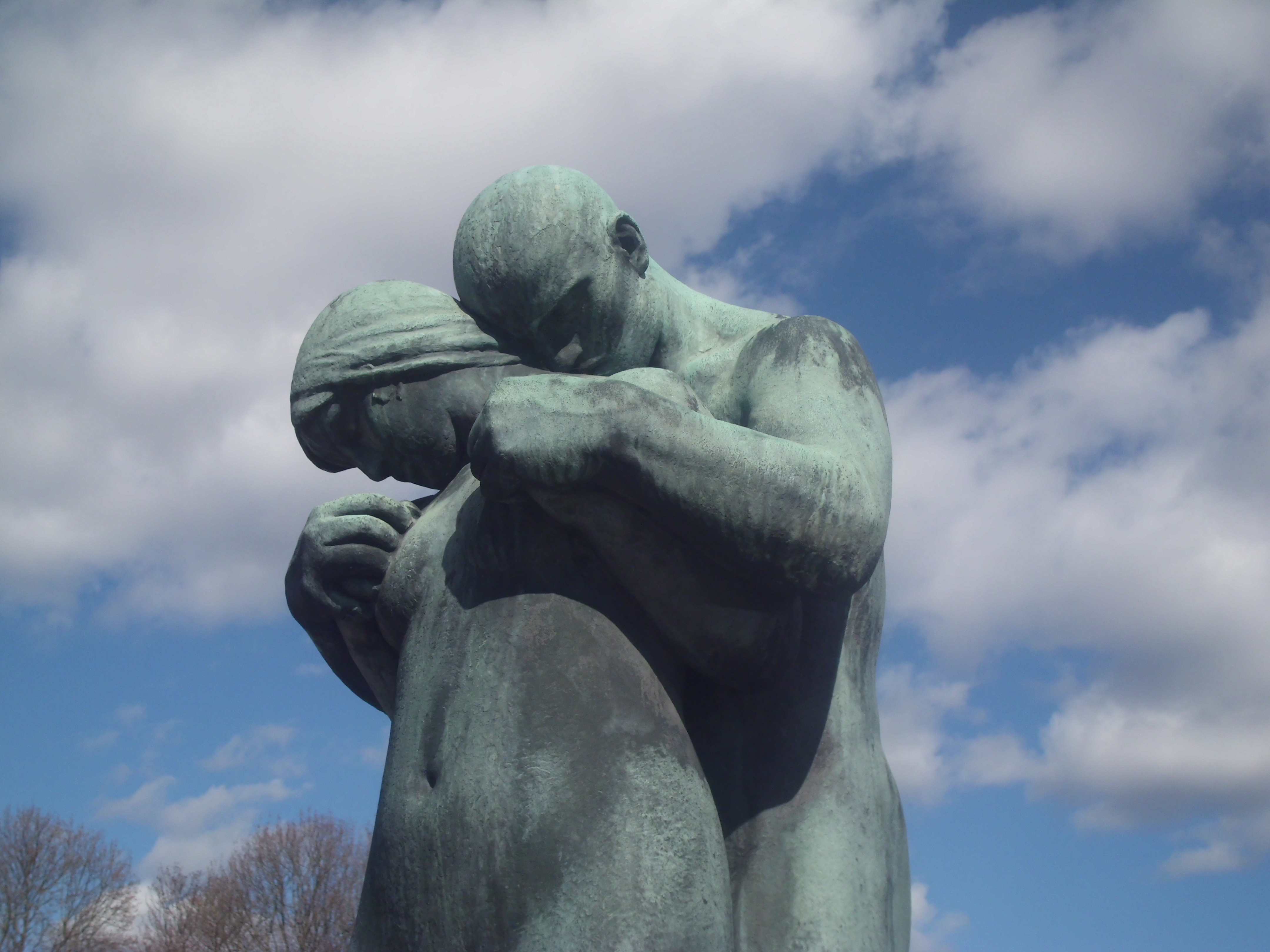
?
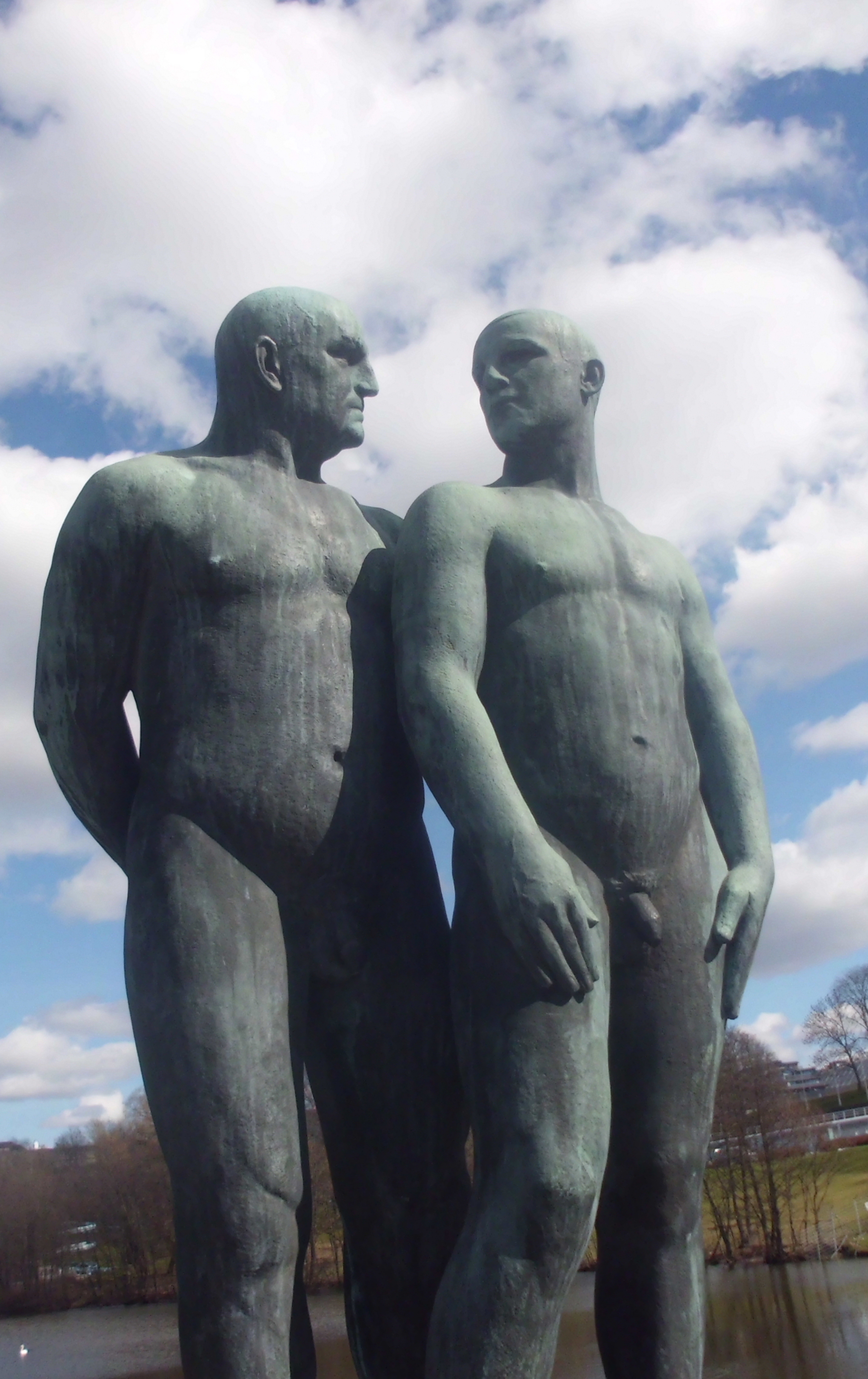
?
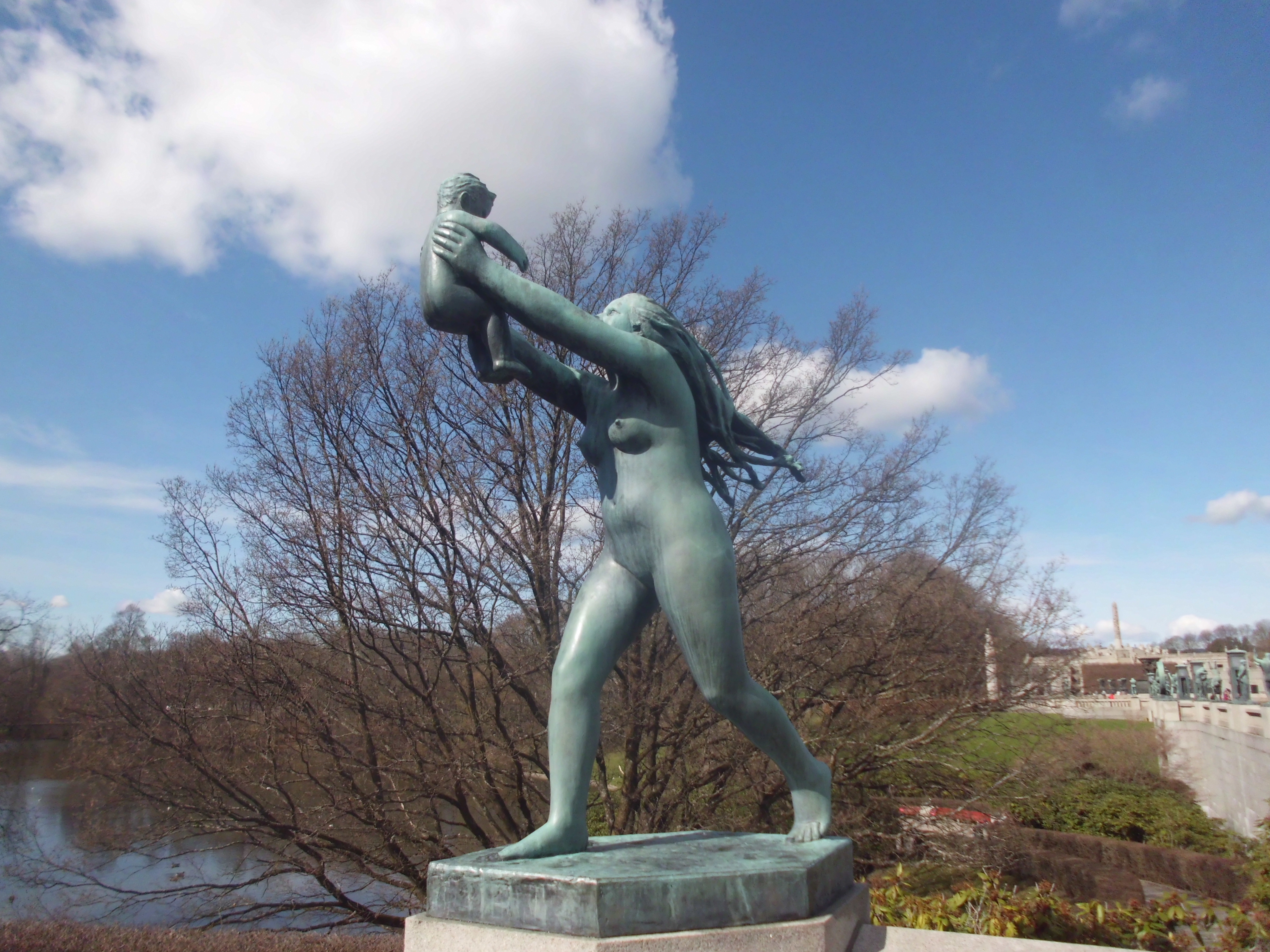
?
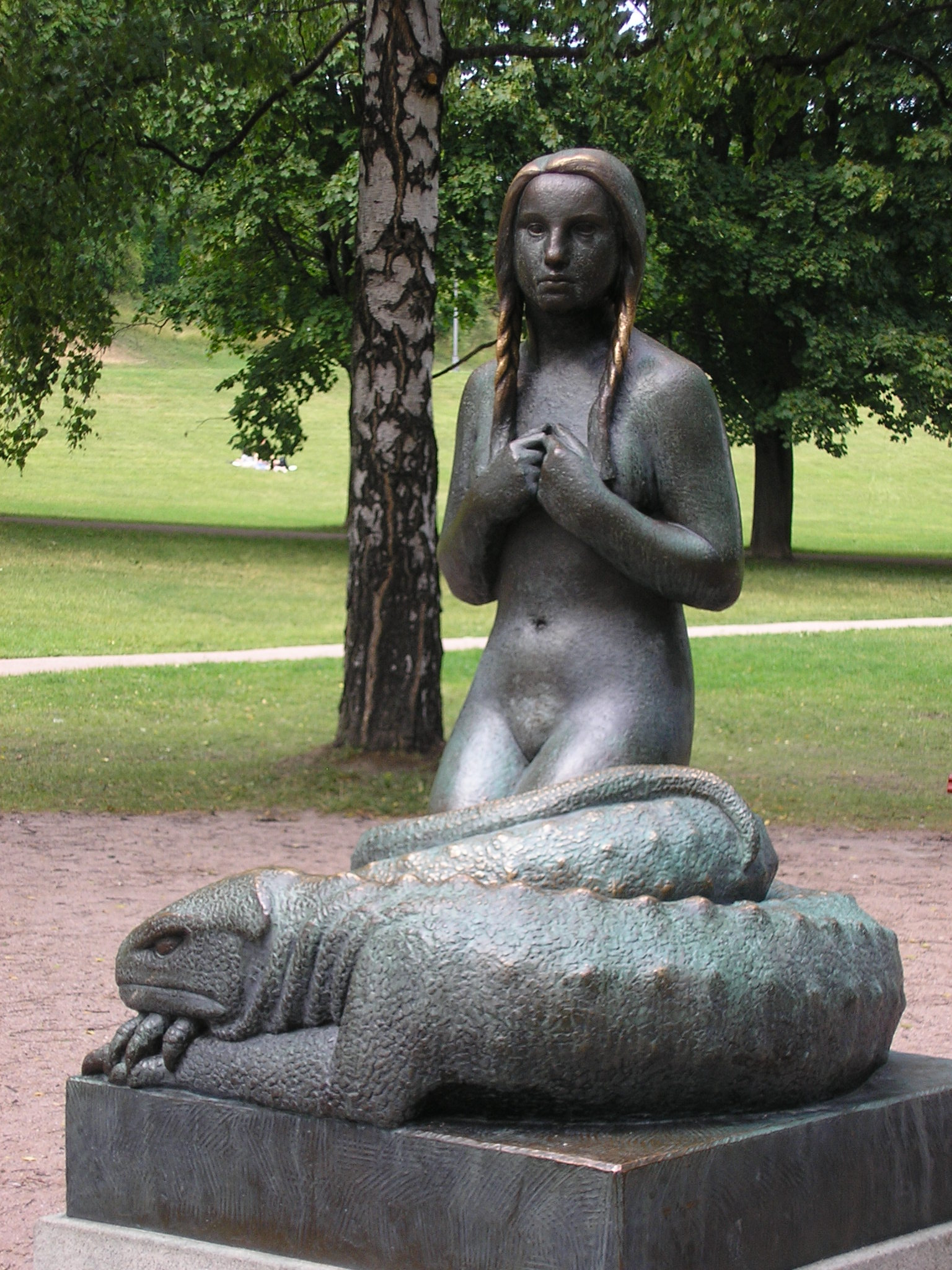
?
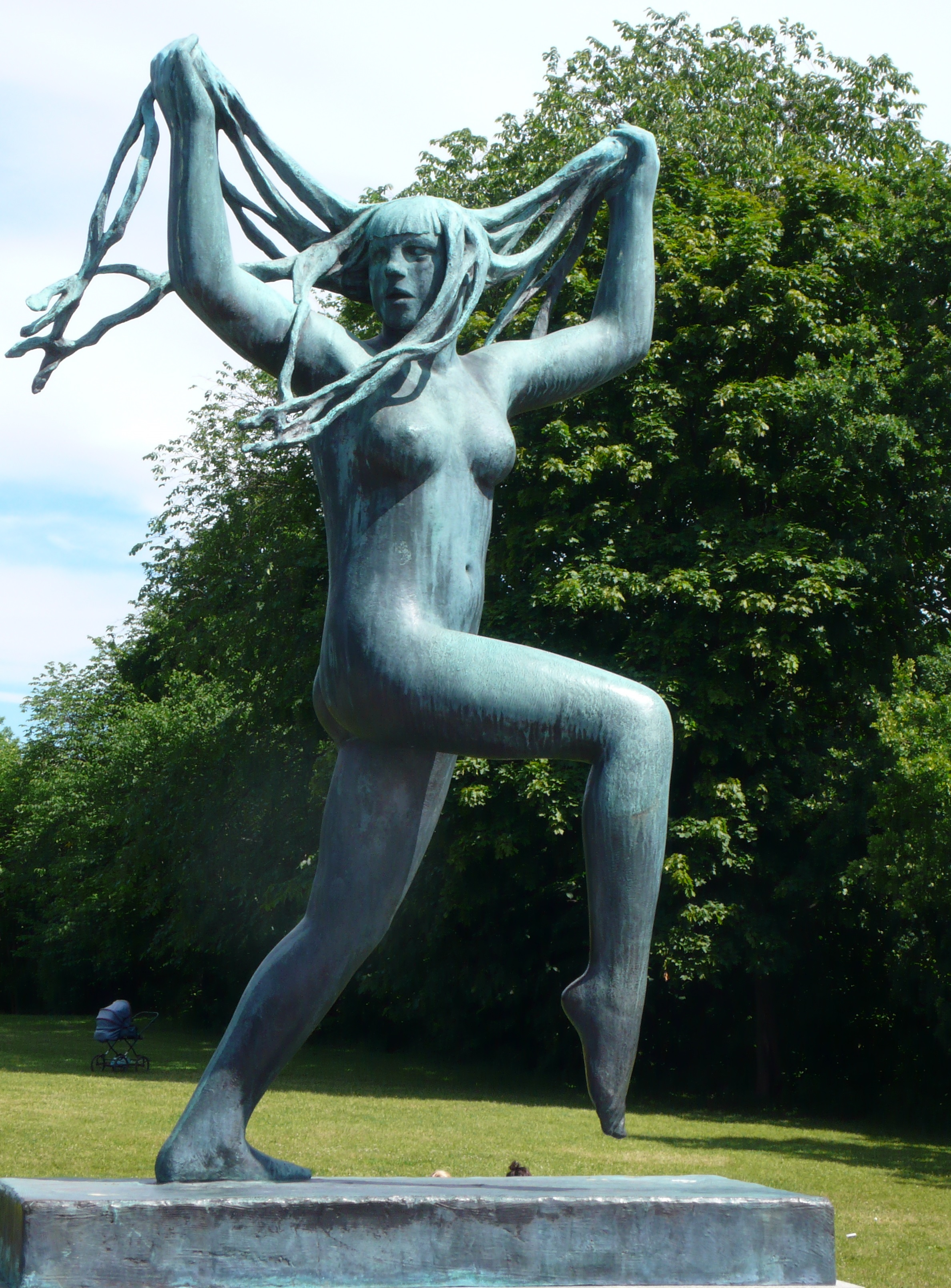
?
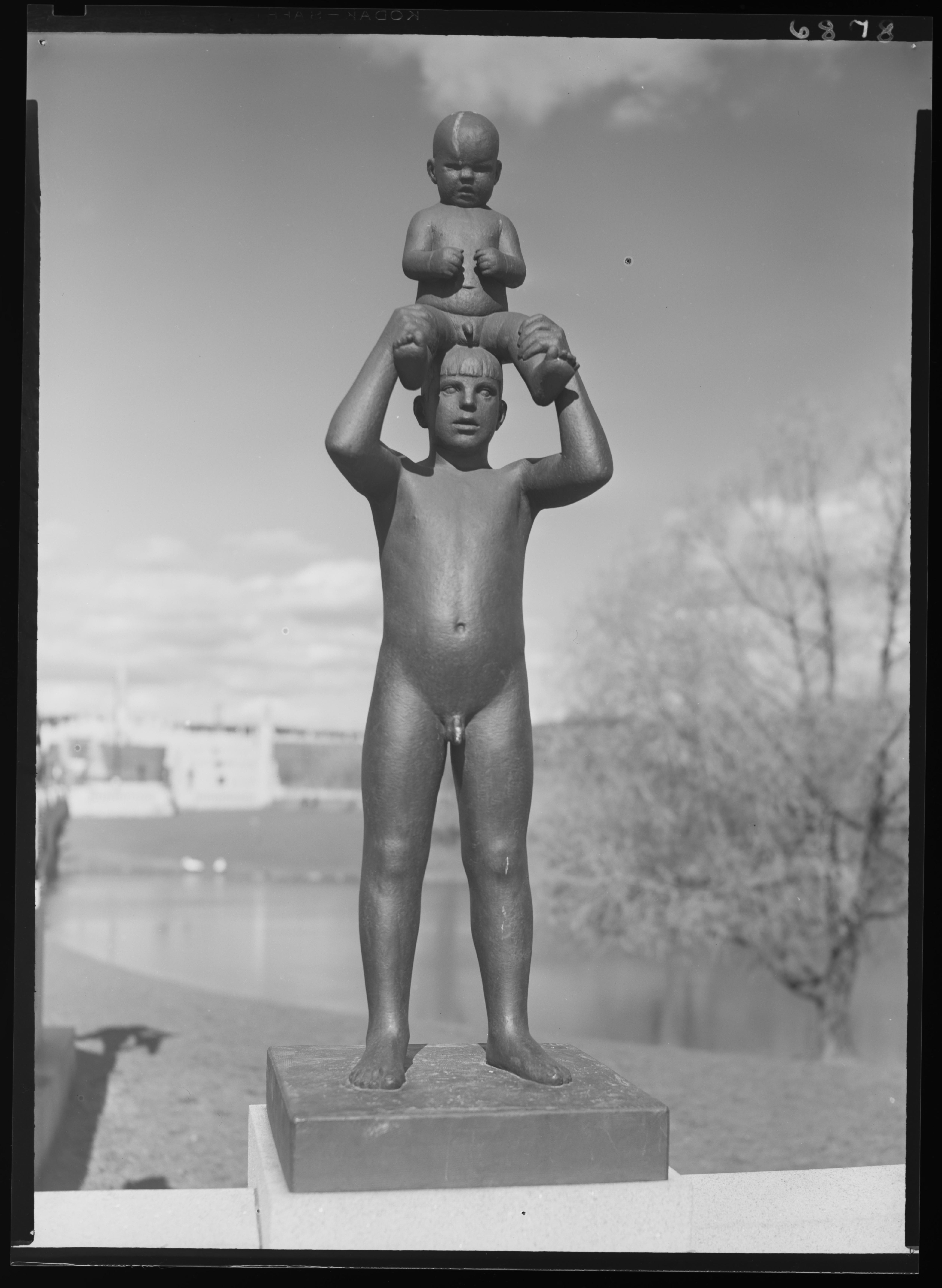
?